# Nicholaus Polonus
Nicholaus Polonus (auch: Niklas von Mumpelier, Nicolaus (Nicholaus) de Polonia, Nicolaus Polonus, polnisch Mikołaj z Polski; * im 13. Jahrhundert; † nach 1316 in Krakau ) war Dominikaner, ein im Königreich Polen tätiger Arzt und Autor medizinischer Bücher.

## Leben
Nicholaus Polonus war wahrscheinlich deutscher Abstammung. Er studierte zwischen 1248 und 1271 Medizin, vermutlich am Studium generale seines Ordens in Montpellier, neben Salerno eine der renommiertesten Medizinschulen ihrer Zeit. Ab 1278 lebte er in Polen und war Arzt und Kanzleibeamter unter den polnischen Herrschern Boleslaus V., Ladislaus I., Leszek II., Primislaus II. und unter dem schlesischen Herzog Heinrich III. sowie unter den Woiwoden Michael und Nikolaus von Kalisch.  Ab der Zeit um 1296 war er laisiert. Er schrieb auf Latein das satirische Gedicht Antipocras, eine Streitschrift gegen Hippokrates von Kos und u. a. die medizinischen Traktate Experimenta, eine Kompilation der von ihm empfohlenen Heilmittel.
Er befürwortete eine auf Experimenten beruhende Heilkunde.

## Textausgaben
- Brata Mikołaja z Polski Pisma Lekarskie. Ed Ryszard Ganszyniec. Posen, 1920.
- Antipocras. A Medieval Treatise on Magical Medicine. By Brother Nicholas of the Preaching Friars (c. 1270). Translated by William Eamon